# Jüdischer Friedhof Niederzissen

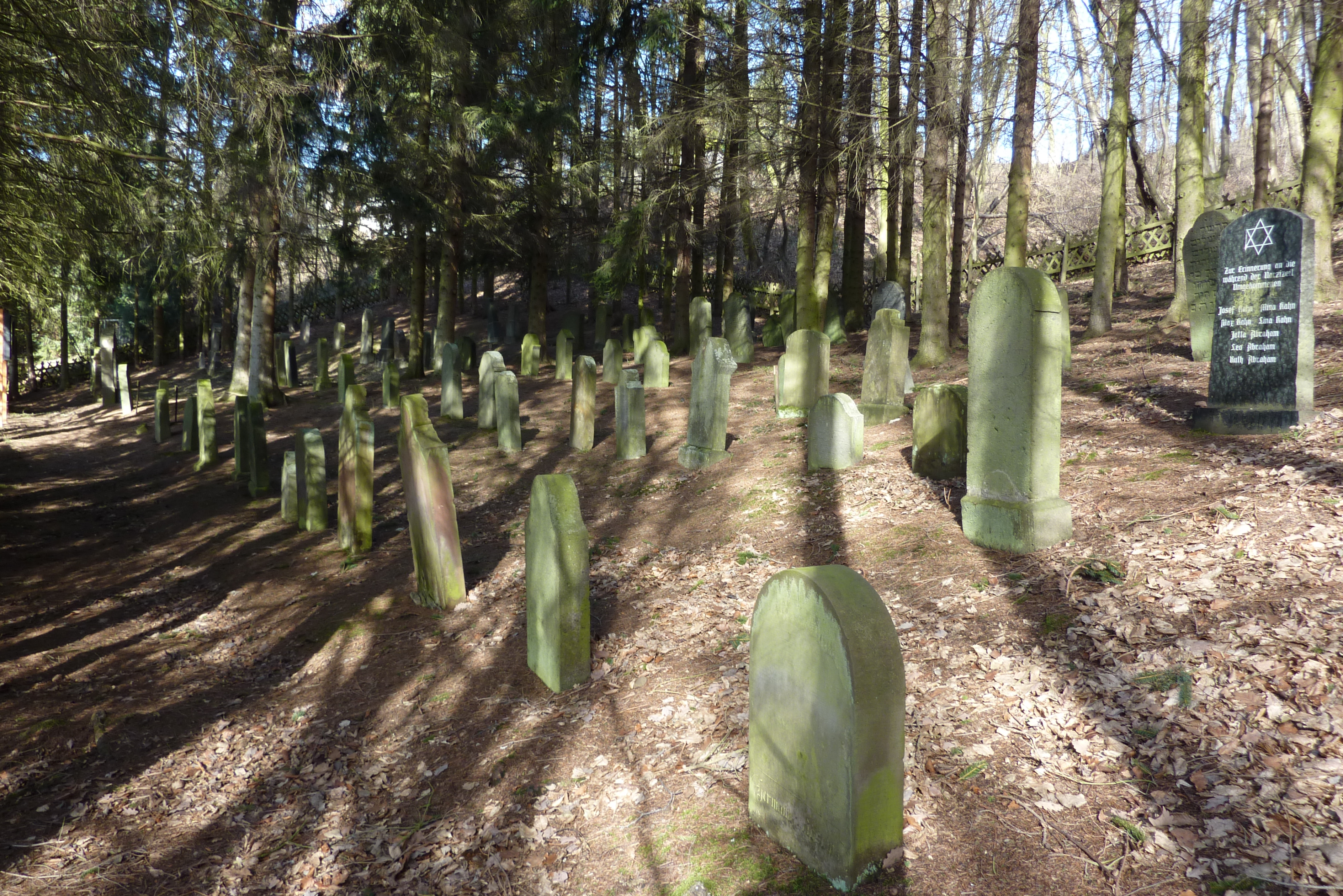
Jüdischer Friedhof in Niederzissen

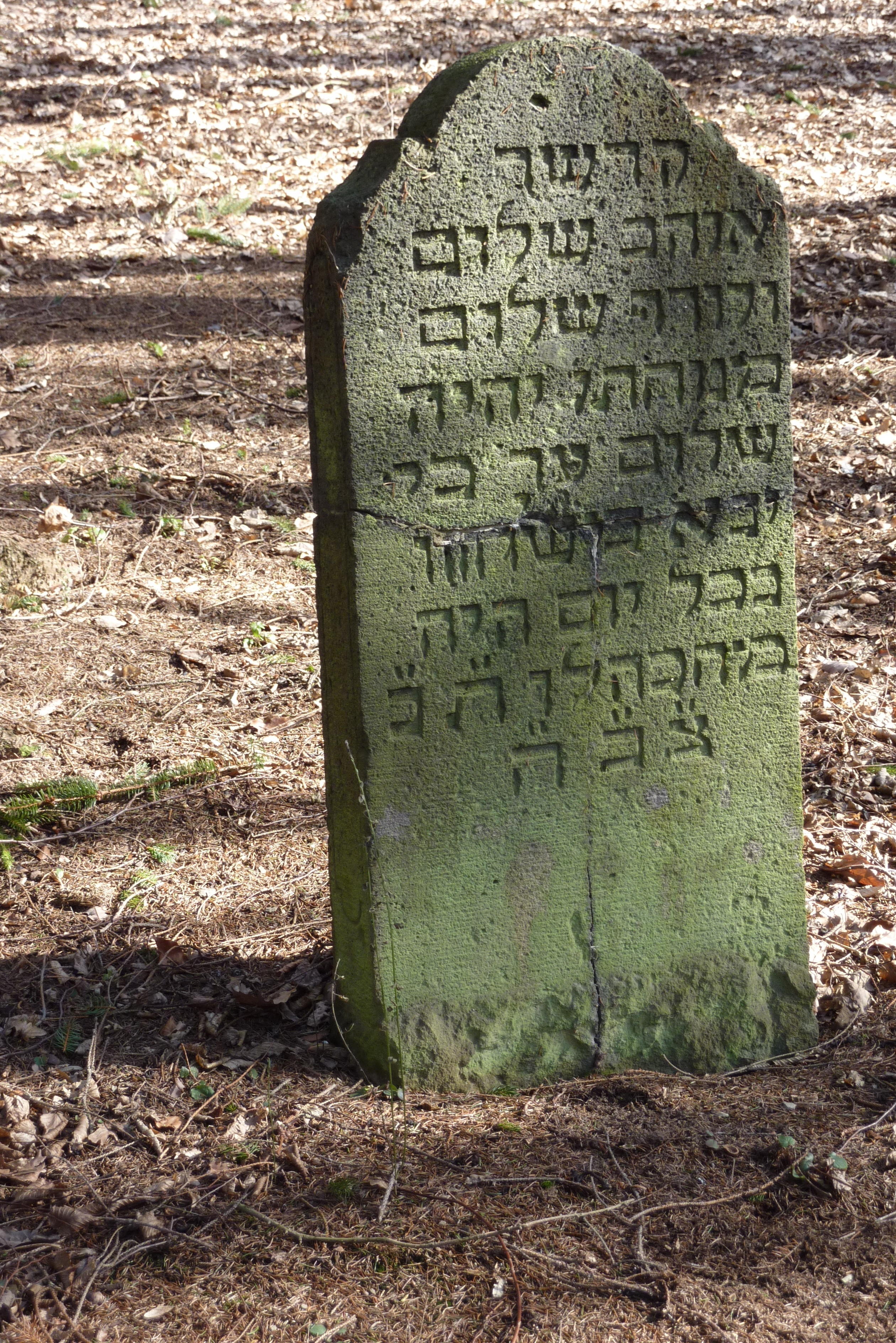
Grabstein

Der Jüdische Friedhof Niederzissen ist ein 1763 erstmals urkundlich genannter jüdischer Friedhof in Niederzissen im Landkreis Ahrweiler in Rheinland-Pfalz. Er ist ein geschütztes Kulturdenkmal.
Die jüdische Gemeinde Niederzissen hat ihre Ursprünge bereits im 13. Jahrhundert. Der 1164 m² große Friedhof befindet sich am Ortsausgang in Richtung Wehr. Der Friedhof reichte ursprünglich bis zur Straße, und auf dem vorderen Teil wurden nach den 1950er Jahren Garagen gebaut. Der obere, kleinere Teil des Friedhofes liegt versteckt in einem kleinen Wäldchen etwa 150 m südlich des Sauerbrunnens. Auf dem Friedhof wurden auch die in Burgbrohl, Bürresheim, Kempenich, Niederweiler, Rieden und Volkesfeld verstorbenen Juden beigesetzt. Die letzte Bestattung fand 1942 statt. Heute sind noch 85 Grabsteine (Mazewot) vorhanden, deren Inschriften oft nicht mehr lesbar sind.